# Byatarayanapura
Byatarayanapura là một thị xã và là nơi đặt hội đồng thành phố của quận Bangalore thuộc bang Karnataka, Ấn Độ.

## Nhân khẩu
Theo điều tra dân số năm 2001 của Ấn Độ, Byatarayanapura có dân số 180.931 người. Phái nam chiếm 52% tổng số dân và phái nữ chiếm 48%. Byatarayanapura có tỷ lệ 73% biết đọc biết viết, cao hơn tỷ lệ trung bình toàn quốc là 59,5%: tỷ lệ cho phái nam là 78%, và tỷ lệ cho phái nữ là 67%. Tại Byatarayanapura, 12% dân số nhỏ hơn 6 tuổi.